# Герцог де Ламейере
Герцог де Ламейере (фр. duc de La Meilleraye) — французский дворянский титул, принадлежавший представителям дома Лапорт-Мазарини.

## История
Происходившая из Партене семья Лапортов была аноблирована в XVI веке и ее представители служили чиновниками в Парижском парламенте. Фамилия возвысилась благодаря родству с кардиналом Ришельё и приобрела ряд земельных владений.
Сеньории Ла-Мейере и Партене в Пуату были возведены в ранг герцогства-пэрии под названием Ламейере для Шарля де Лапорта, великого магистра артиллерии и маршала Франции, жалованной грамотой, данной Людовиком XIV в декабре 1663, зарегистрированной Парламентом 15 декабря того же года и Счетной палатой 10 июля 1665. Сын Шарля де Лапорта Арман-Шарль, вступивший в брак с племянницей кардинала Мазарини Гортензией Манчини, принял фамилию и герб Мазарини.

Герб дома Лапортов

Последний герцог и пэр Ламейере Ги-Поль-Жюль де Лапорт-Мазарини умер в 1738 году, оставив единственную дочь Шарлотту-Антуанетту, вышедшую замуж за Эмманюэля-Фелисите де Дюрфора, герцога де Дюраса. Дочь от этого брака Луиза-Жанна де Дюрфор вышла замуж за Луи-Мари-Ги д’Омона де Рошбарона, герцога де Вилькье, которому принесла в приданое владения герцогов Мазарини и Ламейере. В свою очередь единственная дочь герцога д’Омона и Луизы-Жанны де Дюрфор Луиза-Фелисите-Виктуар д’Омон-Мазарен принесла эти владения князьям Монако.

## Герцоги де Ламейере

Герб дома Лапортов-Мазарини

- 1663—1664 — Шарль де Лапорт (1602—1664)
- 1664—1713 — Арман-Шарль де Лапорт (1632—1713)
- 1713—1731 — Поль-Жюль де Лапорт (1666—1731)
- 1731—1738 — Ги-Поль-Жюль де Лапорт (1701—1738)